# TSF Dalera BB

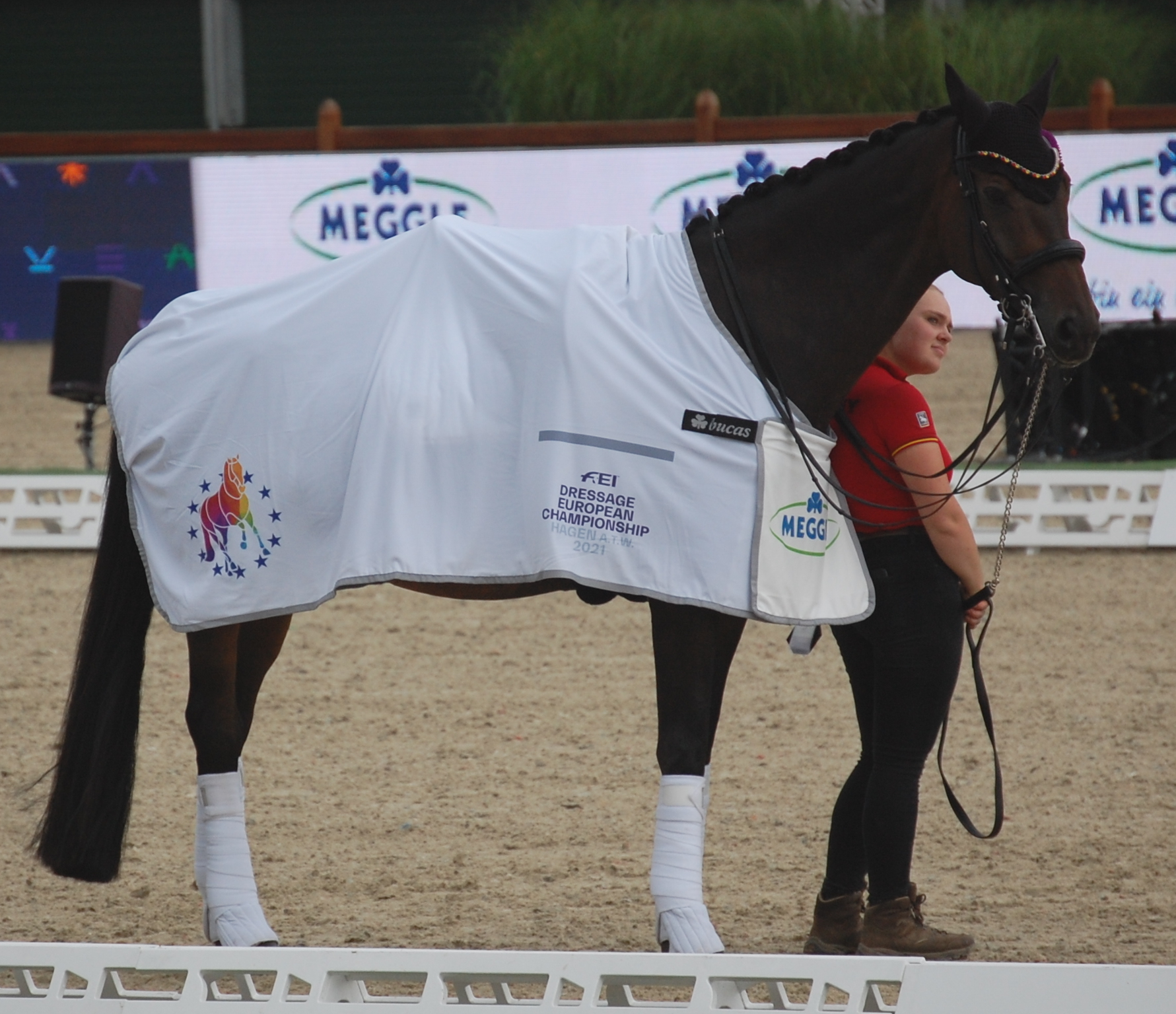
TSF Dalera BB und ihre Pferdepflegerin bei den Europameisterschaften 2021

TSF Dalera BB (* 23. April 2007 in Thomm) ist ein internationales Dressurpferd im Eigentum von Beatrice Bürchler-Keller. Die dunkelbraune Trakehner-Stute wurde von Jessica von Bredow-Werndl vorgestellt. Mit von Bredow-Werndl gewann sie jeweils Doppelgold bei den Olympischen Spielen 2020 und 2024, Dreifachgold bei den Europameisterschaften im Dressurreiten 2021, Zweifachgold bei den Europameisterschaften im Dressurreiten 2023, Mannschaftsgold bei der WM 2018 sowie weitere Titel und Auszeichnungen. Von September 2021 bis August 2024 war sie die Nummer 1 auf der FEI-Weltrangliste der Dressurpferde.

## Sportlicher Werdegang

### Frühe Jahre
TSF Dalera kam 2007 in Thomm zur Welt, auf dem Hof der Züchterin Silke Druckenmüller. Ihr Vater ist der Trakehner-Hengst Easy Game, ein Sohn von Gribaldi (der unter anderem der Vater des berühmten Dressurpferdes und Weltmeister Totilas war). Daleras Mutter ist die Trakehner-Stute Dark Magic, eine Tochter des Hengstes Handryk und Enkelin des Grand-Prix-Pferds Van Deyk.
Druckenmüller bot Dalera als Fohlen zum Verkauf an, doch es fand sich kein Käufer. Daher stellte sie die Stute zunächst selbst auf Reitpferdeprüfungen vor. Vierjährig erwarb der Dressurpferdeausbilder Werner Bergmann aus Bad Wörishofen Dalera, er ritt sie im Jahr 2013 auf Dressurpferdeprüfungen der Klasse M.

### Einstieg in den Spitzensport
Die Schweizer Dressurrichterin Beatrice Bürchler-Keller erwarb die Stute von Werner Bergmann und stellte sie der Dressurreiterin Jessica von Bredow-Werndl zur Verfügung, mit der Bürchler-Keller bereits einige Jahre zusammenarbeitete. Jessica von Bredow-Werndl bildete Dalera, die nun nach ihrer Besitzerin den Namenszusatz BB erhielt, weiter bis auf Grand-Prix-Niveau aus. Im August 2016 bestritten Dalera und von Bredow-Werndl ihre erste internationale Prüfung, einen Prix St. Georges in Lamprechtshausen. Einen Tag später gewann das Paar dort die international ausgeschriebene Intermediaire I.
Nachdem sich die Reiterin Jessica von Bredow-Werndl eine Schwangerschaftspause vom Turniersport genommen hatte, gewannen sie und Dalera beim Comeback-Turnier, dem CHI Donaueschingen 2017, eine Prüfung für junge Grand Prix-Pferde. Im Herbst des Jahres erhielt die Stute das Namenspräfix TSF vom Trakehner-Verband, so dass die Stute ab dann den vollen Namen TSF Dalera BB trug.
Im November 2017 qualifizierten sich Dalera und von Bredow-Werndl in Oldenburg für das Finale des Louisdor-Preises, einer Turnierserie für acht- bis zehnjährige Dressurpferde. Dieses Finale gewann das Paar dann einen Monat später beim Festhallen-Reitturnier Frankfurt. Mit diesem späten Einstieg auf Grand-Prix-Niveau, ohne als Jungpferd zum Beispiel auf dem Bundeschampionat oder bei den Weltmeisterschaften der jungen Dressurpferde gestartet zu sein, war Daleras Werdegang bis zum Jahr 2017 ohne größere Wahrnehmung verlaufen, so dass sie auch nicht (anders als viele deutsche Championatspferde) mit dem Otto-Lörke-Preis ausgezeichnet wurde.

### Erfolg im Nationalkader
Bei ihrem ersten internationalen Turnier auf Grand-Prix-Niveau, dem CDI 3* Ebreichsdorf im März 2018, gewannen Dalera und von Bredow-Werndl den Grand Prix und den Grand Prix Spécial. Auch beim top besetzten CDI 5* beim Pferd International München-Riem im Mai 2018 gewann das Paar ihren zweiten Grand Prix Spécial. Einen Monat später bei ihren ersten Deutschen Meisterschaften wurde Dalera mit ihrer Reiterin Dritte im Grand Prix und gewann die Bronzemedaille in der Grand Prix Kür, wo sie erstmals in einer Grand-Prix-Prüfung auf eine Wertung von über 80 Prozent kam. Daraufhin wurde Dalera mit ihrer Reiterin in den Championatskader aufgenommen. Es folgte Daleras erster Start beim CHIO Aachen, wo sie und Jessica von Bredow-Werndl Teil der siegreichen deutschen Mannschaft im CDIO 5*-Nationenpreis waren. Den Saisonhöhepunkt bildete die erste große Flugreise für die Stute, als Teil der deutschen Equipe gewann das Paar bei den Weltreiterspielen in Tryon Mannschaftsgold.
Auf Kürsiege bei den CDI 5*-Turnieren CHI Genf 2018 und Pferd International München-Riem 2019 folgten bei den Deutschen Meisterschaften 2019 eine Bronzemedaille im Grand Prix Spécial und eine Silbermedaille in der Kür. Mit ihrer Kür zur Filmmusik von La La Land erreichten Dalera und Jessica von Bredow-Werndl beim CHIO Aachen 2019 schon eine Endnote von über 87 Prozent, bei den Europameisterschaften in Rotterdam vergaben die Richter dann schon über 89 Prozent.
Im Jahr 2020 gewannen Dalera und von Bredow-Werndl alle sechs internationalen Prüfungen, bei denen sie am Start waren (Weltcupturnier in Neumünster, Turniere in Hagen a.T.W. und Donaueschingen). Bei den in den September verschobenen Deutschen Meisterschaften gewann das Paar im Grand Prix Spécial erstmals Einzelgold, in der Grand Prix Kür wurde es wie im Vorjahr die Silbermedaille. Im durch die COVID-19-Pandemie geprägten Winter 2020/2021 siegten beide bei den Amadeus Horse Indoors Salzburg in der Weltcupkür. Auf dem Sichtungsweg zu den Olympischen Spielen in Tokio stand Dalera mehrfach in direkter Konkurrenz zu Isabell Werths Stute Bella Rose, gewann jedoch 2021 in beiden Entscheidungen der deutschen Meisterschaften die Goldmedaille. In der Kür überschritt Dalera mit ihrem Ergebnis erstmals die 90-Prozent-Marke.
Bei den 2021 ausgetragenen Olympischen Sommerspielen 2020 in Tokio erreichten Dalera und Jessica von Bredow-Werndl zwei Goldmedaillen (1. Platz mit der Mannschaft und 1. Platz in der Einzel-Kür). Auch bei den wenige Wochen später durchgeführten Europameisterschaften in Hagen a.T.W. schloss das Paar in allen drei Entscheidungen (Mannschaft, Einzel Grand Prix Spécial und Einzel Grand Prix Kür) auf dem Goldrang ab. Auch in den Küren von Tokio und Hagen wurde Dalera von den Richtern mit Ergebnissen von über 90 Prozent bedacht.  Von September 2021 bis August 2024 war sie die Nummer eins auf der FEI-Weltrangliste der Dressurpferde.
Im  April 2022 gewann das Paar zum ersten Mal das in Leipzig ausgetragene Weltcupfinale und verteidigte den Weltcupfinalsiegertitel in Omaha 12 Monate später.
Im September 2024 wurde die Vierfach-Olympiasiegerin Dalera auf dem Gelände des CHIO Aachen mit ihrem eigenen Stern auf dem Walk of Fame ausgezeichnet.
Sie wurde bei den CHI Classics in Basel im Januar 2025 aus dem Sport verabschiedet, danach in der Zucht.